# Static Shock
Static Shock è una serie animata statunitense realizzata dalla Warner Bros. Television. in Italia è stata trasmessa prima da Cartoon Network e poi replicata su Boing. La serie è stata originariamente mandata in onda dal 23 settembre 2000 su Kids' WB negli Stati Uniti.
La serie fa parte del DC Animated Universe ed è basata sul personaggio fumettistico di Static della Milestone Comics, etichetta indipendente che ha pubblicato i propri lavori tramite la DC Comics fino al fallimento.

## Trama
Virgil Hawkins è un ragazzo che vive con sua sorella Sharon e suo padre vedovo Robert a Dakota City. Frequenta il liceo con il suo migliore amico Richie Foley e ha una cotta per una ragazza di nome Frieda. Ha anche una disputa con un bullo di nome Francis Stone, soprannominato "F-Stop". Un capobanda di nome Wade ha recentemente aiutato Virgil, sperando di reclutarlo, ma Virgil è titubante, poiché sa che sua madre è morta in uno scambio di colpi di arma da fuoco tra bande. Wade alla fine conduce Virgil in un’area riservata per una lotta contro l’equipaggio di F-Stop, ma è stata interrotta dagli elicotteri della polizia. Durante la lite con la polizia, i contenitori chimici esplodono, rilasciando un gas che provoca mutazioni tra le persone nelle vicinanze (questo evento è stato poi conosciuto come "The Big Bang"). Di conseguenza, Virgil ottiene la capacità di creare, generare, assorbire e controllare elettricità e il magnetismo: assume l’alter ego di "Static". Il gas conferisce anche ad altri nella zona i propri poteri, e molti di loro diventano supercriminali noti come "Bang Babies".

## Episodi
| Stagione         | Episodi | Prima TV Stati Uniti |
| ---------------- | ------- | -------------------- |
| Prima stagione   | 13      | 2000-2001            |
| Seconda stagione | 11      | 2002                 |
| Terza stagione   | 15      | 2003                 |
| Quarta stagione  | 13      | 2004                 |

## Doppiaggio
L'edizione italiana è a cura di Esther Ruggero e Riccardo Lombardo per la Videodelta - Telecittà di Torino.
| Personaggio                          | Doppiatore inglese       | Doppiatore italiano |
| ------------------------------------ | ------------------------ | ------------------- |
| Virgil Hawkins / Static              | Phil LaMarr              | Davide Garbolino    |
| Richard "Richie" Osgood Foley / Gear | Jason Marsden            | Alessandro Rigotti  |
| Robert Hawkins                       | Kevin Michael Richardson | Riccardo Lombardo   |
| Sharon Hawkins                       | Michele Morgan           | Angela Brusa        |
| Adam Evans / Rubber-Band Man         | Kadeem Hardison          |                     |
| Ivan Evans / Ebon                    | Gary Anthony Sturgis     |                     |

### Guest Stars
- Francis Stone - Luigi Rosa
- Ebon - Donato Sbodio
- Frida - Anna Lana
- Joker - Mario Brusa (doppiato in originale da Mark Hamill)
- Batman - Marco Balzarotti